# Sainte-Luce (Isère)
Sainte-Luce é uma comuna francesa na região administrativa de Auvérnia-Ródano-Alpes, no departamento de Isère.